# 功名が辻 (NHK大河ドラマ)
『功名が辻』（こうみょうがつじ）は、2006年1月8日から12月10日まで放送された45作目のNHK大河ドラマ。

## 概要
原作は司馬遼太郎が1960年代初頭に執筆した同名小説『功名が辻』で、司馬作品の大河ドラマ化は6作目。千代（見性院）とその夫・山内一豊を主人公とし、仲間由紀恵と上川隆也がダブル主演。脚本は大河ドラマ初執筆となった大石静。音楽担当は1996年の『秀吉』と同じ小六禮次郎。
大石は『国盗り物語』など司馬の諸作品に描かれるエピソードを転用しながら登場人物のキャラクターや歴史上の出来事の背景に大胆な解釈を加え、それまでの大河ドラマとは違った描き方で戦国物語を紡いだ。たとえば、信長・濃姫・光秀の三角関係を本能寺の変の背景として描き、従来の大河ドラマであれば一回分すべてを使って描くような出来事である本能寺の変を放送開始15分で終結させ、残り30分で事変によって揺れ動く人々を描写。翌回でも秀吉が光秀を破った山崎の戦いが放送冒頭のアバンタイトルでの説明で済まされるなど、合戦そのものよりその前後の人間ドラマを重視する姿勢が見られた。
また、原作で戦国の女として描かれた千代を、反戦思想を内に秘め出世や金銭に実は執着しない女性に設定。大石曰く「アナーキーなキャラクター」である織田信長、そして豊臣秀吉、徳川家康をそれぞれ舘ひろし・柄本明・西田敏行が好演。肖像画に似せた衣装や風貌が話題になった。家康役の西田敏行はこれまで大河ドラマにおいて『八代将軍吉宗』では八代将軍徳川吉宗、『葵 徳川三代』では二代将軍徳川秀忠を演じていたことから、「念願の家康役。夢が叶いました。ようやく本家本元という思いです」とコメントしている。エキセントリックな信長、軽妙洒脱な人物であったが権力を握るにつれて悪人となってゆく秀吉、常に冷静沈着な家康に仕え、翻弄される一豊を愛敬と度胸、そして知恵で支える千代の夫婦愛を軽妙なタッチで描いた。
オープニング映像は「夫婦の絆を意味する一本の糸が複雑にさまざまに変化し、その移り変わりの背景に色々な素材が登場しては消えて行く。その流れが、夫婦の絆と、それを取り巻く事象を意味している」というコンセプトで製作された。
衣装考証は毎年大河ドラマで考証を務めてきた小泉清子が担当。千代には一豊が小禄だった頃に着物の端切れで小袖を仕立て上げたというエピソードがあり、実際にパッチワークで作られた衣装が使用された。ドラマでは千代の実家・不破家が戦で焼けた際に燃え残った着物の端切れで仕立てたという設定で麻の小袖が登場、山内家の旗もパッチワークで製作された。また、信長の妹・お市や秀吉の正室・寧々に所望される小袖や打掛は高級感を出すために絹のパッチワークで製作された。
大河ドラマシリーズでは、全ての県で地上デジタル放送が実施された最初の作品である。

## 反響
- 第39回に前田利家役でゲスト出演した唐沢寿明は2002年の大河ドラマ『利家とまつ〜加賀百万石物語〜』で同役で主演[注 3]。
- 舘ひろし演じる信長は本能寺の変でそれまでの大河ドラマでは前例のない『西部警察』張りの銃撃戦を演じた。
- 『新選組!』の脚本を手掛けた三谷幸喜が足利義昭役で出演したことも話題となった。
- 初回視聴率は5年ぶりの20%割れとなる19.8%[3]。しかし、以降は持ち直して、平均視聴率は20.9%（関東地区）を記録。4年ぶりに20%を超え、国民的な人気がある作家ながら大河ドラマでは低視聴率という司馬作品のジンクスを破った[3]。

## あらすじ
「桶狭間の戦い」直前、風雲急を告げる尾張領内で一人の浪人が一人の少女を助ける。少女は両親を戦によって失い、浪人は岩倉織田氏の家老だった父を織田信長によって攻め滅ぼされていた。少女の名は千代、浪人の名は山内伊右衛門一豊。一豊は古参の家臣・五藤吉兵衛、祖父江新右衛門とともに、信長の首を狙うため尾張領内をさすらい歩いていた。
戦いののち、信長の草履取りとして働いていた木下藤吉郎（後の豊臣秀吉）の与力となった一豊と、戦を嫌って美濃国へと去っていった千代。
美濃攻めで再会した二人は、「一国一城」の夢に向かい、手を携えあって戦国の世を生き抜いていく。

## 登場人物

### 主人公
千代（ちよ）
演：仲間由紀恵（少女期：永井杏）
一豊の正室。一豊の死後は出家して見性院（けんしょういん）と名乗る。
発想の閃きは秀吉・信長といった多くの武将を魅了し、その機転で夫を助けた。父母の命を奪った「戦」を嫌っている。
一豊との間に一人娘のよねを儲けるが、地震による屋敷の倒壊で喪ってしまう。その時はよねの命を守れなかった自分の不甲斐なさを激しく責めた。後に捨て子である湘南を我が子として大切に育て、後継ぎにしてもいいと考えていたが家臣たちからの反対に遭いやむなく出家させた。
一豊死後は養嗣子の忠義に土佐を任せ、自身は湘南の住む京都へ移り住み、余生を過ごす。同じく京都に住んでた寧々に仕え、側近として働く。豊臣家の滅亡、家康の死を見届けた後に自身も世を去る。
山内一豊（やまうち かずとよ）
演：上川隆也（少年期：途中慎吾）
通称は伊右衛門。後に対馬守、土佐守の官職名を得る。
愚直なほどに誠実な性格でこれといった取柄も無い単線的の戦人。織田・豊臣・徳川と天下が激しく遷り変わる中、妻の機転と励ましによって着々と功名を立て最終的には土佐24万石の領主となる。
姉川の戦いに参戦した際、流れ矢が顔に刺さり重傷を負う。回復後も顔には大きな傷が残った。
土佐24万石の大名となってからも、一領具足を中心とした旧領主長宗我部氏の家臣団の統治に苦心する。やがて病に倒れ、徳次郎の手当てによって一命をとりとめるも余命いくばくもない状態と診断される。甥の忠義を世継ぎに定め、千代に看取られつつ没する。

### 一豊夫妻の家族
法秀尼（ほうしゅうに）
演：佐久間良子
一豊の母。千代のよき理解者の一人。一豊が恩賞の少なさに落胆し、武士を捨てて出家しようと決意した際は彼を厳しく叱咤し、思いとどまらせた。息子がどんなに出世しても決して城で暮らさず一豊・康豊兄弟の仲を案じながら死去した。
山内康豊（やまうち やすとよ）
演：玉木宏（少年期：古澤龍之）
一豊の弟。父の仇である信長に仕えるようになった兄に反発し、その傘下で働くことを拒否していたが、兄と千代の婚儀には顔を出す。その後長い間家を出ていたが、嫌悪していた信長の死後、長浜城主となった兄・一豊とようやく和解する。その後は一豊のよき理解者として兄を補佐していく。諸国を放浪中、幽閉中の細川玉に会いひそかに想いを寄せる。後に嫡男・国松が一豊の養子となり、山内家を継承することとなる。
不破市之丞（ふわ いちのじょう）
演：津川雅彦
美濃斎藤氏の家臣・千代の伯父。千代を実の娘のように可愛がる。千代と一豊を結ばせる事を条件に降伏し、信長の配下になる。晩年は病の床に伏せるが、千代の懐妊を聞いて安堵し、千代と妻・きぬに看取られつつ安らかに逝去する。
きぬ
演：多岐川裕美
千代の母・ともの姉であり、市之丞の妻。死んだ妹に代わって姪・千代を育てる。夫と共に織田家に降った。その後、壷を焼きながら余生を送っている。
若宮喜助（わかみや きすけ）
演：宅麻伸
近江浅井氏の家臣であり千代の父。郷士だったが、戦で敵の鉄砲に当たり命を落とす。
とも
演：木村多江
千代の母。ある戦で一家の住む集落が夜盗に襲われた際に千代を庇って命を落とす。
よね
演：森迫永依（幼少期：皆川陽菜乃）
一豊夫妻の長女。待望の我が子と夫婦共に喜び成長を見守っていたが、大地震により幼い命を落とす。
湘南（しょうなん）
（拾 → 湘南）
演：三浦春馬（幼少期：泉澤祐希）
幼名は拾（ひろい）。捨て子であったが一豊夫妻が養育する。跡目を継がせようとするが、その件で「実子ではない」という理由から家臣たちの猛反対に遭い、一豊夫妻が断腸の思いで出家させ、僧になる。その後、一豊が一領具足の頭目たちを謀殺したことに失望し、彼のもとを離れようとしていた千代のもとに現れ、「寛猛自在」という言葉について説いて千代を慰留した。
於美（およし）
演：眞野裕子
康豊の妻。淑やかな美人。
山内忠義（やまうち ただよし）
演：十川史人（幼少期：照井宙斗）
（国松 → 山内忠義）
康豊の嫡子。後に嗣子が無く、生涯側室を持たなかった伯父・一豊の後継者に選ばれ、山内家を継承した。
山内盛豊（やまうち もりとよ）
演：坂口進也
一豊の父。信長に岩倉城を落とされた際に一豊・康豊兄弟の眼前で自刃。

### 山内家の家臣

#### 五藤家・祖父江家
五藤吉兵衛（ごとう きちべえ）
演：武田鉄矢
一豊の父・盛豊の代から仕えており、色々と口うるさいが誰よりも一豊のことを案じている。一豊も「新右衛門が父なら、吉兵衛は母のようなものだった」と語っている。当初は千代の天真爛漫な言動に対し「賢くはないが正直である」と低評価であったが、やがてその知恵に感心し「大した知恵の持ち主だが、それを隠そうとなさる」と考えを改める。早くに妻を亡くしており、それ以後長年妻を娶ろうとはしなかったが、千代の後押しもあり、たきを妻に迎えることを決心する。伊勢亀山城の戦いで、一豊の失策の汚名をそそぐため、城への一番乗りを果たすものの、壮絶な討死を遂げる。
五藤吉蔵（ごとう きちぞう）
演：小倉久寛
吉兵衛の弟。
吉兵衛討死の際、一豊を頼って山内家に来て以降、吉兵衛の代わりのように一豊を支えた。
祖父江新右衛門（そふえ しんえもん）
演：前田吟
吉兵衛と共に流浪時代の一豊をよく支えた、親代わり的な人物。一家を山内家に連れて来た事で結果的に山内家の財政を火の車にさせる原因を作ってしまう。一豊が知行四百石に出世した少し後、家督を嫡男である新一郎に譲り隠居するが、長寿で拾（湘南）追放の中心格として働くなど山内家に長く影響を与え最終回まで登場する。
ふね
演：熊谷真実
新右衛門の妻。男三人・女四人の大家族を切り盛りする。山内家に来て間もなく8人目の子を身ごもっていたが過労で倒れ、流産の上に大量出血が元で急逝。その死の間際、千代に自分の死を戦が終わるまで夫に伝えないで欲しいと言い遺す。
祖父江新一郎（そふえ しんいちろう）
演：浜田学
新右衛門の長男。血気に逸りやすく、よく一豊らに助けられたり叱咤されたりする。後に父から家督を譲り受ける。一領具足の粛清の折、まだ生き残っていた一人によって思いがけぬ最期を遂げる。
祖父江徳心斎（そふえ とくしんさい）
（徳次郎 → 祖父江徳心斎）
演：古本新乃輔（少年期：ささの堅太）
新右衛門の次男。幼名は徳次郎。父親が戦に行くことに反発する一方で乱暴な気性で言葉遣いも悪く、光秀の娘である玉を弟・小三郎と共にいじめたり、作物を盗んだりするなど素行も非常に悪い。それを咎められても謝らないばかりか反抗していた。母の死に千代を憎んで飛び出し騒動を起こしたが、和解。しかし自らが戦に出ることは好まず医者となり、最終回になって病気になった晩年の一豊を診療した。
つる / うめ / かね / とめ
演：寺島咲（つる）/ 斉藤奈々（うめ）/ 野村涼乃（かね）/ 柳桃子（とめ）
新右衛門の娘たち。
小三郎（こさぶろう）
演：ささの貴斗
新右衛門の三男。
ちぐさ
演：星野園美
新一郎の妻。

#### その他の家臣・侍女たち
たき
演：細川ふみえ
吉兵衛の恋人。結納の約束まで取り付けたが、吉兵衛は討死。絶望して自害を遂げる。
田中孫作（たなか まごさく）
演：徳井優
山内家の小者。
石田三成の挙兵を知らせる千代からの密書を一豊の元に届けた。
市川山城守（いちかわ やましろのかみ）
演：岡田圓
一豊の家臣。
三成の挙兵を知らされた一豊に命じられ、千代を救出するため大坂へ赴く。
美津（みつ）
演：星井七瀬
一豊の側室候補。
英二郎（えいじろう）/ 又十郎（またじゅうろう）/ 平蔵（へいぞう）/ 助平（すけべい）/ 甚八（じんぱち）/ 安吉（やすきち）/ 亀蔵（かめぞう）/ 小助（こすけ）
演：黒川英二（英二郎）/ 演：長澤壮太郎（又十郎）/ 田上晃吉（平蔵）/ 土平ドンペイ（助平）/ 中村浩二（甚八）/ 浜上竜也（安吉）/ 林洋平（亀蔵）/ 田鍋謙一郎（小助）
山内家の家臣たち。
しの
演 :  岩倉沙織
千代の侍女であり侍女頭。
初野（はつの）
演：児玉陽子
よねの乳母。

### 織田家
織田信長（おだ のぶなが）
演：舘ひろし
尾張の大名。
一豊にとっては当初父の仇敵で、桶狭間の戦いの際に暗殺しようと試みたが「軍神・摩利支天の如く」と評すほど心酔し、思わず助成したことから、結果的に織田家に仕えることとなる（この際、「その方の槍は、短いわ」と言われつつ、槍を下賜された。一豊も、取り回しが利くように短めの槍を持っていた）。寡黙だが実力で人材を起用する革新的なセンスの持ち主で、天下布武の意思をもって日本統一を目指す。その裏には天皇や将軍を廃し「この国の王」として君臨する強大な野望を持っていた。後に濃の制止を無視して自分と正反対の性格の光秀を登用したが、次第に「キンカ頭」と痛罵するようになり、結果的に光秀に背かれて最期を迎えた。本能寺では西洋甲冑を楯代わりに用い、火縄銃を巧みに操って銃撃戦を繰り広げ、一時明智勢を圧倒した。
市（いち）
演：大地真央
信長の妹。
千代の小袖を気に入り、千代と共に馬で出かけるなど親交があった。浅井長政に嫁ぐが信長と対立したことで討伐を受け死別。兄・信長には好意的で、長政が滅ぼされた後もそれは変わらなかったが、長政の髑髏の杯を披露した際はさすがに色をなして非難していた（秀吉に対してのみ下述）。信長没後、「秀吉の下につくことだけは嫌だ」として柴田勝家と再婚。信長の子、信孝と勝家を結んで秀吉に対抗しようとしたが、ほどなく信孝は秀吉に降伏。夫・勝家と最期を共にした。
秀吉のことは彼が織田家に来た時から嫌悪しており、髑髏の杯で嬉々として酒を飲む姿に大激怒、その感情も嫌悪から憎悪へと変わる。それは娘の茶々（後の淀）にも受け継がれた。
濃（のう）
（帰蝶 → 濃）
演：和久井映見
信長の正室。名前は帰蝶（きちょう）。
冷静な目で信長を見つめるが徐々にその凶暴さに恐れを抱く。従兄にあたる光秀にも好意を寄せていた。光秀を家臣に迎えようとする信長に「太陽と月のように違う」と警告した。ふとしたきっかけで安土の城下で千代と出会い、夫を信じ支えあうことの大事さを痛感する。本能寺では陣太刀を手に信長と共に善戦したが、明智勢の銃撃に斃れた。
織田信孝（おだ のぶたか）
演：飯沼誠司
信長の三男。
信長没後は市の勧めもあって柴田勝家と結び、秀吉に対抗しようとした。しかし、秀吉の巧みな戦術により降伏を余儀なくされる。
織田信雄（おだ のぶかつ）
演：大柴邦彦
信長の次男。
信長没後は徳川家康と同盟し、小牧・長久手の戦いで秀吉と戦うがほどなく和睦。家康に信長の後継者としての器量に欠ける、と評されており、彼の家臣たちからも器に伴わない言動を失笑されていた。
織田長益（おだ ながます）
演：アンドレ
信長の弟。
織田信行（おだ のぶゆき）
演：橋本啓輝
信長の弟。
織田信忠（おだ のぶただ）
演：今市直之
信長の嫡男。
三法師（さんぼうし）
演：藤田悠希
信忠の子で織田家の嫡孫。清州会議では秀吉の勝利のため千代に手懐けられていた。

#### 織田家の家臣
柴田勝家（しばた かついえ）
演：勝野洋
織田家の重臣。通称は権六。市の再婚相手となる。信長没後はその子・信孝と結ぶが、後に信孝は秀吉に降伏。居城北ノ庄城に追い詰められるとお市を逃れさせようとするが、市に懇願されて最期を共にした。
丹羽長秀（にわ ながひで）
演：名高達男
織田家臣。通称は五郎左衛門。
林通勝（はやし みちかつ）
演：苅谷俊介
通称は佐渡守。過去の織田信行の謀反に加担していた事を理由に織田家追放を言い渡される。その際何も意見を言わなかった他の家臣に憤りを見せた。
佐久間信盛（さくま のぶもり）
演：俵木藤汰
通称は右衛門尉。度重なる失態を理由に林通勝と同様織田家追放を言い渡され「自分達は道具ではない」と言い打ちひしがれる。
森蘭丸（もり らんまる）
演：渡辺大
信長の近習。
蒲生氏郷（がもう うじさと）
演：小杉幸彦
池田恒興（いけだ つねおき）
演：桐山浩一
小牧・長久手の戦いで秀次の部隊に従軍するが徳川軍の奇襲を受け戦死する。
森長可（もり ながよし）
演：山口粧太
通称は武蔵守。恒興同様、小牧・長久手の戦いで戦死する。
梁田政綱（やなだ まさつな）
演：岡田和範
福富平太郎（ふくとみ へいたろう）
演：山上賢治
滝川一益（たきがわ かずます）
演：古川真司
織田家臣。信長死後は秀吉と対立し伊勢亀山城に籠城。油断した一豊を破り逆襲を受ける。吉兵衛を討ち取ったが総攻撃を支えきれず降伏。
落合源太左衛門宗久（おちあい げんたざえもん むねひさ）
演：粟根まこと
柴田勝豊の家臣。
なつ / おあき
演：瑠依（なつ） / 山野亜紀（おあき）
濃の侍女。本能寺の変に際し、逃がされる。

#### 明智家
明智光秀（あけち みつひで）
演：坂東三津五郎
織田家家臣。通称は十兵衛、日向守。一豊・千代夫妻とも親交があった。温和で道理を重んじる性格だが、正反対な信長の横暴さから次第に焦りと苛立ちが募り、遂に本能寺の変で反旗を翻し信長を滅ぼした。山崎の戦いで秀吉に敗れ、逃れる途上で殺された。本作では光秀と帰蝶（濃姫）がお互いに淡い恋心を抱いている。
槇（まき）
演：烏丸せつこ
光秀の妻。千代と親しかった。
倫（とも）
演：堀内恵
光秀の長女、荒木村次の妻
菊（きく）
演：橋口恵莉奈
光秀の次女。
明智光春（あけち みつはる）/溝尾勝兵衛（みぞお しょうべえ）
演：冨家規政（光春） / 演：吉野正弘（前期：杉山聡）（溝尾）
明智家臣。

### 豊臣家
豊臣秀吉（とよとみ ひでよし）
（木下藤吉郎 → 木下藤吉郎秀吉 → 羽柴秀吉 → 豊臣秀吉）
演：柄本明
織田家家臣で一豊の上司。後に関白・太閤となり日本を統一。天下人となる。
一豊の武と千代の知恵を認め、彼の傘下で一豊は出世を続ける。機転を利かせることが上手な一方で好色漢としての側面も持つ。市に対して好意を抱いているが、市からは嫌われていた。愚直な一豊に対し、「槍一筋で働く武士はもういらない」と、何度も試すような態度をとって試練を与え続けた。天下統一を果たすも、その後は淀・秀頼に執心し、秀次を死なせるなど失政が目立つようになる。
寧々（ねね）
（寧々 → 北政所 → 高台院）
演：浅野ゆう子
秀吉の正室。夫を冷静に見つめる性格の人物。千代とも早くから交流があり、人当たりは温和だが尼将軍であるかのような冷徹な側面もある。秀吉の関白就任後は北政所、没後は落飾し高台院（こうだいいん）と称する。
落飾後も秀頼と家康の会見のお膳立てをするなど豊臣家に関わり続けるが、家康によって豊臣家が滅ぼされるのを見届け「女が男と手を携えて世を開いていくのは、これで終わりやも知れぬ」と千代に語りかける。
淀（よど）
（茶々 → 淀）
演：永作博美（少女期：野口真緒）
市の長女。名は茶々（ちゃちゃ）。後に秀吉の側室となった。母と異なり、千代と意見が相違しない事がある。石田三成に好意を抱いている節が見られ、彼に相談を持ちかけたり本心を打ち明けたりすることが何度かあった。一人称は「我（われ）」。
秀吉に憎しみを感じながらも人間的に成長していくが、その一方で秀次の一門の殺害を提案したりするなど残酷な一面も持つ。三成の説得に応じて秀吉の側室になるが、恨みを捨てたわけではなく危篤状態となった秀吉に母・市として「天下は織田家が取り戻した。早う逝きなされ」と言い放ち止めをさす。母の恨みを晴らしたはずだったが、その後は自分が苦労して手にした天下を家康に奪われることを拒絶し、大坂の陣では落城の際まで徹底抗戦を主張し続けたが秀頼に自害を促されても頑なに否定し、天下を渡さぬと喚いた故、大野治長に刺されて命を落とす。
豊臣秀次（とよとみ ひでつぐ）
（治兵衛 → 羽柴秀次 → 豊臣秀次）
演：成宮寛貴（少年期：柴井伶太）
秀吉の甥。幼名は治兵衛（じへえ）。幼少の頃から各地に人質として送られていた。山内家に世話になっていた事があり、後見役の一豊や千代を信頼している。秀吉の後継者として関白になるが、後の秀頼が生まれると秀吉との関係は悪化。秀吉の政策を批判して自害を言い渡される。
旭（あさひ）
演：松本明子
秀吉の妹。
最初の夫である源助を長篠の戦いで亡くし、秀吉の命で副田甚兵衛の元に嫁ぐことになる。後に家康の人質、正室にされ再び夫婦は離散。最期は聚楽第で病没した。
なか
（なか → 大政所・なか）
演：菅井きん
秀吉の母。後に大政所と号する。城に入ったばかりの頃は庭で野菜を作っていて、正体に気付いた一豊夫婦が慌てて平伏する場面がある。厳しくも温かく息子の天下取りを見守る。
源助（げんすけ）
演：小林正寛
旭の最初の夫。一豊夫妻の招きで、旭と共に長浜城下へ移る。長篠の戦いに徴用され馬防柵を作ったが、自分が作った柵を見に行ったところ武田軍の流れ矢が当たり戦死した。その死は一豊らに衝撃を与え、「自分たちが戦場に送り出したから」だと責任を感じた一豊夫妻が自刃を試みようとするほどであった。
副田甚兵衛（そえだ じんべえ）
演：野口五郎
旭の夫。硬骨漢で、当初は「縁戚関係で出世した男と言われたくない」と旭を娶ることを拒否するも、秀吉に説得されて意を翻した。最初の夫・源助の死に暮れる旭を大事にし、旭は徐々に心を開いていった。寧々からはあまり評価されていない。
しかし旭が家康の元に嫁がせると命が下り、夫婦は突然引き裂かれる。後に秀吉の離縁による出世話を一蹴して失踪するが、旭が病の床に就くと偶然再会した千代の手引きで再会し、甚兵衛の書状を預かった針売りとして、旭に別れの言葉を告げた。
豊臣秀長（とよとみ ひでなが）
（羽柴秀長 → 豊臣秀長）
演：春田純一
秀吉の弟。
豊臣秀頼（とよとみ ひでより）
（拾 → 豊臣秀頼）
演：石黒英雄（幼少期：丸山歩夢 / 少年期：広田亮平）
秀吉の次男。生母は淀。秀吉死後豊臣家の当主となる。
大坂夏の陣において家康に攻められて敗北を悟り「天下人らしく死にたい」と自害を決意するも生への執着を捨てられぬ淀に拒否される。大野治長に命じて淀を殺させ、爆薬に火をつけ、城もろとも自害して果てる。
やや
演：真由子
寧々の実妹。
浅野又右衛門（あさの またえもん）
演：二瓶鮫一
南殿（みなみどの）
演：田辺愛美
秀吉の側室。
お宮（おみや）
演：田島穂奈美
豊臣秀次の側室。
鶴松（つるまつ）
演：塚谷瞬
秀吉の長男。
羽柴秀勝（はしば ひでかつ）
秀吉の養子で、織田信長の四男。

#### 堀尾家
堀尾吉晴（ほりお よしはる）
（堀尾茂助 → 堀尾吉晴）
演：生瀬勝久
通称は茂助（もすけ）。信長の稲葉山城攻略の際に秀吉に山道を案内する。やがて秀吉の家臣となって一豊の同僚となる。一豊・一氏とは出世争いをするライバルではあったが温厚誠実な人柄で友情を保ち、関ヶ原の戦いの後も一豊夫妻と交流があった。
いと
演：三原じゅん子
吉晴の妻。千代やとしと励まし合いながら、生涯三人の友情は続いた。
堀尾忠氏（ほりお ただうじ）
演：大内厚雄
吉晴の嫡男。父に代わって小山評定に出席する。

#### 中村家
中村一氏（なかむら かずうじ）
演：田村淳
一豊の同僚。通称は孫平次、式部少輔。己より出世していく一豊や吉晴に嫉妬し、二人をライバル視していく。3人の中では一番智謀に長け、秀次事件では見事な処世で難を逃れ、秀吉の死が秘匿されていることも看破した。関ヶ原の戦いの直前に病に侵されるも病身をおして家康の下に参じ、弟を名代として東軍に送り出し、一豊に「功名を立てよ」と告げ、その一月後に病没。
とし
演：乙葉
一氏の妻。夫の影響で山内・堀尾両家の妻達をライバル視するも、関係を崩す事なく友情を保った。
横田内善（よこたないぜん）
演：山田百貴
一氏の家臣。

#### 豊臣家の家臣
竹中半兵衛（たけなか はんべえ）
演：筒井道隆
元は斎藤家の家臣で、美濃攻略の際に秀吉に引き抜かれた。千代には浅からぬ恋心を抱く。中国攻略の折に病に伏し、六平太に千代への遺言を託し、病没した。
竹中久作（たけなか きゅうさく）
演：小西大樹
半兵衛の弟。兄の稲葉山城乗っ取りに参画する。
前野将右衛門（まえの しょうえもん）
演：石倉三郎
秀吉の家臣。蜂須賀小六と共に川並衆として活躍し、一豊兄弟元服に立ち会うなど一豊とは古くからの仲。豊臣秀次の失脚に連座して切腹した。
前野景定（まえの かげさだ）
演：瀬川亮
将右衛門の子で豊臣秀次の家臣。秀吉と秀次の仲が険悪になる中で、先手を打って決起しようとしたが失敗。捕らえられ、切腹した。
蜂須賀小六（はちすか ころく）
演：高山善廣
秀吉の家臣。川並衆時代に前野将右衛門と共に秀吉に合力、後に家臣となる。秀吉の母、なかが徳川家に人質に出向くことが決まった際に激怒して秀吉に抗議。秀吉の体を吊り上げたが、その際に卒倒しまもなく死去。
生駒親正（いこま ちかまさ）
演：嶋崎伸夫
三中老の一人。
片桐且元（かたぎり かつもと）
演：タカ・コンドー
杉原家次（すぎはら いえつぐ）
演：小宮孝泰
大野治長（おおの はるなが）
演：渡洋史
秀頼時代の豊臣家宿老。大坂夏の陣において豊臣方の敗北を認めようとせず、生きることに執着する淀を殺害した。
前田利家（まえだ としいえ）
演：唐沢寿明
五大老の一人。秀吉が失禁した際には機転を利かせて秀頼がしくじったように見せかけた。秀吉没後は家康に対抗できる唯一の存在だったが、翌年病死した。
不破万作（ふわ ばんさく）
演：浅利陽介
豊臣秀次の小姓。
木村常陸介（きむら ひたちのすけ）
演：前田淳

##### 関ヶ原の戦いで東軍に属した
黒田官兵衛（くろだ かんべえ）
（黒田官兵衛 → 黒田如水）
演：斎藤洋介
秀吉の家臣。号は如水（じょすい）。半兵衛亡き後は秀吉の軍師として助言した。荒木村重の説得に向かったまま一向に帰還しなかった際、信長の命で人質の官兵衛の子が殺されかけたが、千代に託されて難を逃れ一豊・千代に深く感謝している。ただし晩年はその軍才を秀吉から警戒されていた。家康からも九州の雄として警戒されており、対面の折は人を食った態度を見せて家康を苦り切らせていた。
黒田長政（くろだ ながまさ）
（松寿丸 → 黒田長政）
演：田宮英晃（少年期：高木優希）
官兵衛の嫡男。幼名は松寿丸（しょうじゅまる）。父謀反の容疑を抱いた信長に殺害命令が下されたが千代が匿った為、難を逃れる。
加藤清正（かとう きよまさ）
演：金児憲史
秀吉の家臣。
福島正則（ふくしま まさのり）
演：嵐広也
秀吉の家臣。石田三成と折り合いが悪く、秀吉没後に反三成派の武将と共に三成の屋敷を襲撃する。関ヶ原の戦いでは東軍に属して活躍したが、淀には冷たい態度を取られる。
加藤嘉明（かとう よしあき）
演：佐藤拓之
池田輝政（いけだ てるまさ）
小山評定に参加した武将の一人。
有馬豊氏（ありま とようじ）
小山評定に参加した武将の一人。
田中吉政（たなか よしまさ）
演：金田賢一
石田三成とは幼馴染で、関ヶ原の戦いの後、隠れ潜んでいた三成を発見し護送した。
平野長泰（ひらの ながやす）
演：白川裕二郎

##### 関ヶ原の戦いで西軍に属した
石田三成（いしだ みつなり）
演：中村橋之助
秀吉の家臣。五奉行の一人。通称は佐吉、治部少輔。秀吉没後は豊臣家のために働くが、不仲であった福島正則らに屋敷を襲撃され、家康に助けを求める。関ヶ原の戦いで家康と戦うが敗れた。
当初は彼に苦手意識を持っていた一豊だが、筋の通った言動から次第に好感情を抱くようになり、関ヶ原の戦いで敵対することとなってもそれは変わらなかった。
磯野平三郎（いその へいさぶろう） / 渡邊甚平（わたなべ じんぺい）
演：園岡新太郎（磯野）/ 五宝孝一（渡辺）
三成の家臣。
宇喜多秀家（うきた ひでいえ）
演：安田顕
五大老の一人。関ヶ原では西軍の主力として奮戦するも敗れた。
小西行長（こにし ゆきなが）
演：綱島郷太郎
大谷吉継（おおたに よしつぐ）
演：渡洋史
増田長盛（ました ながもり）
演：不破万作
五奉行の一人。石田三成に同調して西軍に属し、東軍の大名の妻子を人質として大坂城に入れる。
長束正家（なつか まさいえ）
演：草薙良一
直江山城守（なおえ やましろのかみ）
演：矢島健一
会津の大名上杉景勝の家臣だが秀吉から直轄した大名でもある。石田三成の盟友。自らが書いた書状を家康に送って挑発、これに激怒した家康は上杉征伐を決断し、関ヶ原の戦い勃発の原因となる。
島津義弘（しまづ よしひろ）
演：岩崎ひろし
薩摩の大名。関ヶ原の戦いでは西軍に属すが積極的に戦おうとはせず、戦の勝敗が決した後に敵中突破を敢行した。
島津豊久（しまづ とよひさ）
演：田村亮
義弘の甥。
糟屋武則（かすや たけのり）
演：菅原卓磨
小早川秀秋（こばやかわ ひであき）
演：阪本浩之
関ヶ原の戦いで西軍に属していたが、合戦当初はどちらにも味方せず静観していた。家康の命を受けた鉄砲隊が秀秋が布陣する松尾山に向けて威嚇発砲したことにより、東軍に寝返る。これにより西軍は総崩れとなり、合戦の勝敗が決した。戦後、三成・淀に裏切りを責められ縮み上がる様子を見せる。
平岡石見守（ひらおか いわみのかみ）
演：山田明郷
小早川秀秋の家臣。
脇坂安治（わきざか やすはる）
演：奥田崇

#### 女性たち
大蔵卿局（おおくらきょうのつぼね）
演：山村美智
淀の乳母。関ヶ原直後、淀に家康宛ての詫び状を書くよう進言するが拒否される。
孝蔵主（こうぞうす）
演：神津はづき
寧々の侍尼。
つる
演：芹沢侑子
寧々の侍女。
さと
演：中村公美子
旭の侍女。
清浄院
演：吉田仁美
加藤清正の正室。
栄姫
演：千野裕子
黒田長政の正室。

### 徳川家
徳川家康（とくがわ いえやす）
演：西田敏行
三河の大名。信長と同盟を結び、浅井長政が朝倉氏と結んで信長を挟み撃ちにした際には殿を申し出た秀吉を救援。その配下の一豊主従をも助けることになる。信長の死後は信長の子信雄と結び、小牧・長久手の戦いで秀吉と戦うが、後に和睦。豊臣政権下では忍従を強いられ、秀吉の死を知ると「長かった…」とこれまでの心情を吐露した。
秀吉の死後は彼の遺言を無視して様々な大名と手を結んだ。このため石田三成と対立し、直江山城守の挑発もあって関ヶ原の戦いに発展、これに勝利する。戦後の論功行賞では一豊に土佐を治めるように命じた。
徳川の天下を盤石のものとするため、豊臣家の討滅を決意し大坂の陣においてついに滅ぼし、徳川の天下を完成させた。
徳川秀忠（とくがわ ひでただ）
（長丸 → 徳川秀忠）
演：中村梅雀
家康の三男。家康から将軍職を譲られ二代将軍となった。
千姫（せんひめ）
演：鶴彩未
秀忠の長女。母は小督。政略結婚により従兄弟である豊臣秀頼の妻となる。
徳川義直（とくがわ よしなお）
演：永友イサム
家康の九男。他の御三家の当主と共に家康の臨終に居合わせた。
徳川頼宣（とくがわ よりのぶ）
演：安達悠起
家康の十男。
徳川頼房（とくがわ よりふさ）
演：小野健人
家康の十一男。

#### 徳川家の家臣
本多作左衛門（ほんだ さくざえもん）
演：田中健
井伊直政（いい なおまさ）
演：篠井英介
徳川四天王。家康に対し、政策決定のために様々な助言を行う。土佐を治めることになった一豊に、早期平定を促す。
榊原康政（さかきばら やすまさ）
演：川野太郎
徳川四天王。東北の一揆鎮圧に参戦。関ヶ原の戦いの後、一豊に対する恩賞を読み上げる。
本多正純（ほんだ まさずみ）
演：天宮良
石川数正（いしかわ かずまさ）
演：大河内浩
本多忠勝（ほんだ ただかつ）
演：高田延彦
徳川四天王。通称は平八郎。
酒井忠次（さかい ただつぐ）
演：森田順平
徳川四天王。
服部半蔵（はっとり はんぞう）
演：二橋進

### 大名・武将たち

#### 細川家
細川幽斎（ほそかわ ゆうさい）
（細川藤孝 → 細川幽斎）
演：近藤正臣
本能寺の変の際には光秀から助力を頼まれたが、これを拒絶。関ヶ原の戦いでは家督を子の忠興に譲り、剃髪して幽斎と号する。東軍に属して田辺城で西軍と戦った。ガラシャの存在を危険視していた。
ガラシャ
（たま → 玉 → ガラシャ）
演：長谷川京子（少女期：今泉野乃香）
光秀の娘で、忠興の妻。子どもの頃、徳次郎や小三郎にいじめられていたところを、千代に助けられたことがある。父が起こした本能寺の変により「謀反人の娘」として幽閉生活を送り、その後キリシタンとなる。関ヶ原の戦いの際に石田三成から人質として大坂城に入るよう求められるが、これを拒絶し、家臣に自分を討たせて亡くなった。
小笠原少斎（おがさわら しょうさい）
演：嶋田久作
細川家家臣。キリシタンであるため自害できないガラシャに懇願され、槍で胸を突いて介錯した。
細川忠興（ほそかわ ただおき）
演：猪野学
藤孝の子で、ガラシャの夫。幽斎からガラシャを庇っていたが、幽閉中に側室を置いていた。関ヶ原の戦いでは東軍の主力として活躍した。
きよ
演：筒井真理子
ガラシャの侍女。
熊千代（くまちよ）
演：高木涼生
忠興とガラシャの息子。
長（ちょう）
演：河村満里愛
忠興とガラシャの娘。

#### 今川家
今川義元（いまがわ よしもと）
演：江守徹
駿河の大名。上洛の途上に桶狭間の戦いで信長に敗れて亡くなった。
林阿弥（りんあみ）
演：窪田弘和
今川家の茶坊主。桶狭間の戦い後の織田家の首実検に同道する。
大森常則（おおもり つねのり）
演：車邦秀
義元の老臣
演：福本清三

#### 斎藤家
斉藤竜興（さいとう たつおき）
演：工藤和馬
美濃の大名。竹中半兵衛の離反もあり、信長に稲葉山城を攻略された。
安藤守就（あんどう もりなり）
演：宇納侑玖
日根野備中守（ひねの びっちゅうのかみ）
演：押切英希
氏家卜全（うじいえ ぼくぜん）
演：田中登志哉
稲葉一鉄（いなば いってつ）
演：蔵本隆史

#### 浅井家
浅井長政（あざい ながまさ）
演：榎木孝明
近江の大名。信長と同盟を結び、市の最初の夫となる。信長との同盟に反対する父・久政や家臣達によって孤立させられそうになり、それに抗う事が出来ず信長と対立。姉川の戦いに敗れ、居城小谷城を包囲されると妻・市に子供を託して逃れさせ、自害。同盟を反故にした意趣返しとして箔濃塗にされてしまう。
浅井久政（あざい ひさまさ）
演：山本圭
長政の父。朝倉家との同盟を重視しており、信長と嫁いできた市の事を憎んでいる。家臣を利用して子の長政を数で捻じ伏せ、朝倉と連合して信長に抗戦したが敗れた。
万福丸（まんぷくまる）
演：小杉彩人
長政の嫡男。長政の自刃後捕らえられて、処刑された。本作では処刑の役目を一豊が受け持っている。
初（はつ）
演：吉川麻衣子（少女期：松本梨菜）
長政の次女。後に京極高次の正室となる。
小督（おごう）
演：新穂えりか（少女期：原にち佳）
長政の三女。後に佐治一成の正室・豊臣秀勝の正室を経て、徳川秀忠の正室となる。
磯野員昌（いその かずまさ）
演：伊吹剛
浅井家家臣。通称は丹波守。姉川の戦いでは一豊を川に突き落とすなど善戦。
遠藤喜右衛門（えんどう きえもん）/ 赤尾清綱（あかお きよつな）
演：北村晃一（遠藤）/ 仲野文梧（赤尾）
浅井家家臣。
三田村（みたむら）
演：吉田敬一
宮部肥前守（みやべ ひぜんのかみ）
演：山崎海童
もよ
演：あじゃ
宮部善祥坊の妹。兄が織田家に降伏する証人として秀吉の元へ送られた。

#### 足利将軍家
足利義昭（あしかが よしあき）
演：三谷幸喜
足利幕府十五代将軍。信長の助けを受けて将軍の座に就く。信長の仕打ちに不満を持ち包囲網を形成するも、武田信玄の死によって瓦解。自身も河内国に追放され室町幕府は滅亡した。後に信長が本能寺で討たれたと聞くや狂喜乱舞して光秀を褒めた。
足利義輝（あしかが よしてる）
演：山口祥行

#### 毛利家
毛利輝元（もうり てるもと）
演：津嘉山正種
中国地方に勢力を持つ戦国大名。関ヶ原の戦いでは西軍の総大将となる。
吉川広家（きっかわ ひろいえ）
演：モロ師岡
関ヶ原の戦いで西軍に属しながら東軍に内通、合戦の際は南宮山方面の西軍に動きを取らせなかった。
安国寺恵瓊（あんこくじ えけい）
演：赤星昇一郎
関ヶ原の戦いで西軍に属し、南宮山を下りて戦おうとしたが、広家の妨害により果たせなかった。
清水宗治（しみず むねはる）
演：木下浩之
毛利家家臣。織田方の羽柴秀吉と戦うが城を水攻めにされる。本能寺の変を知った秀吉が毛利氏に悟られないよう和睦を申し入れ、宗治が切腹することで和睦が成立した。

#### 長宗我部家
長宗我部家の重臣
演：針原滋、清家利一
竹之内五左衛門（たけのうち ござえもん）
奥宮盛之（おくみや やへえ）
演：渡辺哲
土佐の一両具足。
奥宮弥兵衛の娘
演：木村文乃
演：林邦史朗
溝淵五郎衛門（みぞぶち ごろうえもん）
演：大島宇三郎

#### 他の武将たち
松永弾正久秀（まつなが だんじょう ひさひで）
演：品川徹
大和国信貴山城主。
荒木村重（あらき むらしげ）
演：ベンガル
摂津国有岡城主。
別所長治（べっしょ ながはる）
演：平田康之
播磨国三木城主。
穴山梅雪（あなやま ばいせつ）
演：山本健翔
元武田家重臣。
筒井順慶（つつい じゅんけい）
演：西郷丼丼
大和国筒井城主。
三段崎勘右衛門（みたざき かんえもん）
演：岡田正典
朝倉家家臣。弓を得意とする有名な猛将。新一郎に挑発され一豊との一騎討ちの末、至近距離から放った矢で一豊を仕留められず反対に討たれる。
松田康長（まつだ やすなが）
演：黒沢次郎
後北条家の家臣、伊豆国山中城主。

### 甲賀忍者
杉谷善住坊（すぎたに ぜんじゅうぼう）
演：松本元
信長を火縄銃で暗殺しようとした際に登場した。六平太の指示に従い、しぶしぶながら信長を威嚇射撃する。
六平太（ろくへいた）
演：香川照之
千代の幼馴染。千代の父・喜助に仕えていたが喜助の死後、喜助を打ち抜いた弾丸を届けにやってきた。しかし、夜盗から千代を救うとしばらく行方不明となる。千代への思いと一豊へのサポートに徹する狭間で葛藤し悩みながらも陰から千代・一豊を見守る。関ヶ原の戦いの後は山内家の傘下に入り、土佐平定のため土佐の豪族(一領具足)を粛清する計画を打ち出す。計画は成功するも罪の意識に苛まれ、千代に自らの恋心を打ち明けた後にかつて喜助を打ち抜いたもう一つの弾丸を呑み服毒自殺。死後一豊に「私にとって軍師であった」と評される。
小りん（こりん）
演：長澤まさみ
甲賀の忍。織田の動向を探るため一豊に接近。誘惑に負けた一豊は肉体関係を結んだ上に機密を漏らしてしまうが、一豊の正直さに惚れ、度々戦場に現れては一豊を救う。また六平太の妻であると偽って一豊の家に夜這いを敢行、一豊を誘惑しようとしたこともある。後に千代の公認の下、一豊の子どもを産む計画が持ち上がったが、一豊にはねつけられた上、千代が懐妊したこともあり、山内家を去る。荒木村重の謀反の際、一豊のために別所長治の城に忍び込むが兵糧攻めに遭い失明。戦の後に一豊と再会するも、真っ直ぐな性格だった一豊が秀吉の命令であったとはいえ、正攻法ではない兵糧攻めを実行した際には幻滅する。

### その他の人々
老商人
演：北村和夫
駿馬を連れて町にやってきた商人で、馬のことを「これは馬ではなく龍だ」と言っていた。一豊は千代から渡された金十両でこの馬を買った。
せつ
演：石川さゆり
京都天竺屋の侍女。
加乃（かの）
演：佐藤未来
京都天竺屋の息女。
千利休（せん の りきゅう）
演：鈴木宗卓
後陽成天皇（ごようぜいてんのう）
演：柄本時生
第107代天皇。秀吉が京都に築城した聚楽第に行幸する。
湛空（たんくう）
演：大門伍朗
比叡山の僧侶。明智光秀と面識がある。
快川紹喜（かいせん じょうき）
演：松野健一
与次郎（よじろう）
演：おかやまはじめ
近江国の寺男。関ヶ原から敗走した石田三成を匿う。
市の侍女→淀の侍女
演：段丈てつを
市の侍女。市の死後は淀の侍女として終盤まで登場する。

## スタッフ
- 原作：司馬遼太郎（『功名が辻』）
- 脚本：大石静
- 音楽：小六禮次郎
- テーマ音楽演奏：NHK交響楽団
- テーマ音楽指揮：ウラディーミル・アシュケナージ
- 演奏：FAIR WIND music（「功名が辻」スペシャル・オーケストラ）
- オープニング映像 ：菱川勢一
- 題字：だんきょうこ
- 語り：三宅民夫
- 時代考証：小和田哲男
- 風俗考証：二木謙一
- 建築考証：平井聖
- 衣装考証：小泉清子
- 殺陣指導：林邦史朗[注 9]
- 所作指導：橘芳慧
- 馬術指導：田中光法
- 能楽指導：観世喜正
- 茶道指導：鈴木宗卓
- 書道指導：望月暁云
- 邦楽指導：清元栄吉
- 小鼓指導：後藤嘉津幸
- 太鼓指導：望月左武郎
- 笛指導：福原百七
- 華道指導：杉本康子
- 仏事指導：金嶽宗信
- カトリック所作指導：松尾貢
- 大工・細工指導：守屋今朝登
- 彫刻指導：吉川瑞慶
- 蹴鞠指導：大西康義
- 囲碁指導：白江治彦
- 尾張ことば指導：芹沢孝子
- 京・御所ことば指導：井上裕季子
- 土佐ことば指導：岡本桂子
- 薩摩ことば指導：上村依子
- 撮影協力：滋賀県高島市、野洲市、甲賀市、東近江市、日野町、高知県高知市、山梨県富士吉田市、小淵沢町（現・北杜市）、北杜市、茨城県常陸大宮市、高萩市、水海道市（現・常総市）、石岡市、伊奈町（現・つくばみらい市）、岐阜県岐阜市、福井県敦賀市、京都府京都市、滋賀ロケーションオフィス、高知フィルムコミッション、福井フィルムコミッション、ながのフィルムコミッション、いばらきフィルムコミッション
- 制作統括：大加章雅
- 制作：六山浩一、山本敏彦、訓覇圭
- 演出：尾崎充信、加藤拓、梛川善郎、久保田充、梶原登城、大原拓（詳細は放送日程に記載）

## 功名が辻紀行
- 語り：滝島雅子アナウンサー
- フルート演奏：エマニュエル・パユ
- ハープ演奏：朝川朋之
- ストリングス演奏：篠崎正嗣グループ
- 演奏：ダット・ミュージック

## 放送

### 放送日程
第1回と最終回は1時間拡大版。
| 放送回                                                    | 放送日   | 題             | 演出     | 功名が辻紀行                                                  |
| --------------------------------------------------------- | -------- | -------------- | -------- | ------------------------------------------------------------- |
| 第01回                                                    | 01月08日 | 桶狭間         | 尾崎充信 | 高知城跡（高知県高知市）                                      |
| 第02回                                                    | 01月15日 | 決別の河       | 尾崎充信 | 山内一豊公母の墓（滋賀県米原市）                              |
| 第03回                                                    | 01月22日 | 運命の再会     | 加藤拓   | 八幡城跡（岐阜県郡上市）                                      |
| 第04回                                                    | 01月29日 | 炎の中の抱擁   | 尾崎充信 | 岩倉城跡（愛知県岩倉市） 黒田城跡（愛知県一宮市）             |
| 第05回                                                    | 02月05日 | 新妻の誓い     | 尾崎充信 | 岐阜城跡（岐阜県岐阜市）                                      |
| 第06回                                                    | 02月12日 | 山内家旗揚げ   | 加藤拓   | 明智城跡（岐阜県可児市） 光秀公供養塔（岐阜県恵那市）         |
| 第07回                                                    | 02月19日 | 妻の覚悟       | 加藤拓   | 観音寺城跡（滋賀県安土町）                                    |
| 第08回                                                    | 02月26日 | 命懸けの功名   | 尾崎充信 | 金ヶ崎城跡（福井県敦賀市）                                    |
| 第09回                                                    | 03月05日 | 初めての浮気   | 尾崎充信 | 興聖寺（滋賀県高島市）                                        |
| 第10回                                                    | 03月12日 | 戦場に消えた夫 | 加藤拓   | 姉川古戦場（滋賀県長浜市）                                    |
| 第11回                                                    | 03月19日 | 仏法の敵       | 加藤拓   | 日吉大社（滋賀県大津市）                                      |
| 第12回                                                    | 03月26日 | 信玄の影       | 梛川善郎 | 旧二条城跡（京都府京都市） 槇島城跡（京都府宇治市）           |
| 第13回                                                    | 04月02日 | 小谷落城       | 尾崎充信 | 小谷城跡（滋賀県湖北町） 一豊初所領之地（虎姫町）             |
| 第14回                                                    | 04月09日 | 一番出世       | 加藤拓   | 長浜城跡（滋賀県長浜市）                                      |
| 第15回                                                    | 04月16日 | 妻対女         | 梛川善郎 | 安芸土居跡（高知県安芸市）                                    |
| 第16回                                                    | 04月23日 | 長篠の悲劇     | 尾崎充信 | 設楽原決戦場跡（愛知県新城市）                                |
| 第17回                                                    | 04月30日 | 新しきいのち   | 加藤拓   | 岩尾山（息障寺）（滋賀県甲賀市）                              |
| 第18回                                                    | 05月07日 | 秀吉謀反       | 久保田充 | 朝護孫子寺（奈良県平群町） 達磨寺（奈良県王寺町）             |
| 第19回                                                    | 05月14日 | 天魔信長       | 梛川善郎 | 有岡城跡（兵庫県伊丹市）                                      |
| 第20回                                                    | 05月21日 | 迷うが人       | 加藤拓   | 三木城跡（兵庫県三木市）                                      |
| 第21回                                                    | 05月28日 | 開運の馬       | 梛川善郎 | 滋賀県木之本町                                                |
| 第22回                                                    | 06月04日 | 光秀転落       | 尾崎充信 | 愛宕神社（京都市右京区）                                      |
| 第23回                                                    | 06月11日 | 本能寺         | 尾崎充信 | 本能寺（京都市中京区）                                        |
| 第24回                                                    | 06月18日 | 蝶の夢         | 梛川善郎 | 宮津城跡（京都府宮津市） 細川忠興夫人隠棲地（京都府京丹後市） |
| 第25回                                                    | 06月25日 | 吉兵衛の恋     | 久保田充 | 大徳寺総見院（京都市北区）                                    |
| 第26回                                                    | 07月02日 | 功名の旗       | 加藤拓   | 亀山城跡（三重県亀山市）                                      |
| 第27回                                                    | 07月09日 | 落城の母娘     | 尾崎充信 | 柴田神社（福井県福井市）                                      |
| 第28回                                                    | 07月16日 | 出世脱落       | 梶原登城 | 山崎城跡（京都府大山崎町）                                    |
| 第29回                                                    | 07月23日 | 家康恐るべし   | 加藤拓   | 犬山城跡（愛知県犬山市） 小牧山（愛知県小牧市）               |
| 第30回                                                    | 07月30日 | 一城の主       | 梛川善郎 | 八幡堀（滋賀県近江八幡市）                                    |
| 第31回                                                    | 08月06日 | この世の悲しみ | 大原拓   | 南蛮寺跡（京都市中京区）                                      |
| 第32回                                                    | 08月13日 | 家康の花嫁     | 梶原登城 | 蓮華寺（愛知県美和町）                                        |
| 第33回                                                    | 08月20日 | 母の遺言       | 尾崎充信 | 石田三成屋敷跡（長浜市） 観音寺（米原市）                     |
| 第34回                                                    | 08月27日 | 聚楽第行幸     | 大原拓   | 聚楽第址（京都市上京区）                                      |
| 第35回                                                    | 09月03日 | 北条攻め       | 加藤拓   | 小田原城天守閣（神奈川県小田原市）                            |
| 第36回                                                    | 09月10日 | 豊臣の子       | 梶原登城 | 掛川城（静岡県掛川市）                                        |
| 第37回                                                    | 09月17日 | 太閤対関白     | 久保田充 | 妙教寺（淀古城跡）                                            |
| 第38回                                                    | 09月24日 | 関白切腹       | 久保田充 | 瑞泉寺（京都市中京区）                                        |
| 第39回                                                    | 10月01日 | 秀吉死す       | 梛川善郎 | 大阪城天守閣（大阪市中央区）                                  |
| 第40回                                                    | 10月08日 | 三成暗殺       | 梛川善郎 | 八剱社（愛知県大口町） 裁断橋跡（名古屋市熱田区）             |
| 第41回                                                    | 10月15日 | 大乱の予感     | 加藤拓   | 久延寺（静岡県掛川市）                                        |
| 第42回                                                    | 10月22日 | ガラシャの魂   | 加藤拓   | 越中井（大阪市中央区） 崇禅寺（大阪市東淀川区）               |
| 第43回                                                    | 10月29日 | 決戦へ         | 尾崎充信 | 須賀神社（栃木県小山市） 宝蔵寺（茨城県古河市）               |
| 第44回                                                    | 11月05日 | 関ヶ原         | 尾崎充信 | 関ヶ原古戦場（岐阜県関ケ原町）                                |
| 第45回                                                    | 11月12日 | 三成死すとも   | 梛川善郎 | 宗安寺（滋賀県彦根市） 法華寺跡（滋賀県木之本町）             |
| 第46回                                                    | 11月19日 | 土佐二十万石   | 梛川善郎 | 浦戸城跡（高知県高知市）                                      |
| 第47回                                                    | 11月26日 | 種崎浜の悲劇   | 加藤拓   | 中村城跡（高知県四万十市）                                    |
| 第48回                                                    | 12月03日 | 功名の果て     | 加藤拓   | 高知城跡（高知県高知市）                                      |
| 最終回                                                    | 12月10日 | 永遠の夫婦     | 尾崎充信 | 妙心寺大通院（京都市右京区）                                  |
| 平均視聴率20.9%（視聴率は関東地区・ビデオリサーチ社調べ） |          |                |          |                                                               |

### スペシャル
〜武田鉄矢 戦国を斬る〜
2006年12月24日に放送された総集編。武田鉄矢の解説を交える。
- 前編（2006年12月24日 19時30分 - 21時）
- 後編（2006年12月24日 21時15分 - 22時44分）

## 関連商品
- 書籍
  - NHK大河ドラマストーリー 功名が辻 前編・後編 ISBN 978-4-14-923343-7, 978-4-14-923344-4
- CD
  - NHK大河ドラマ「功名が辻」オリジナル・サウンドトラック
- DVD
  - NHK大河ドラマ 功名が辻 完全版第壱集
  - NHK大河ドラマ 功名が辻 完全版 第弐集
  - NHK大河ドラマ 功名が辻 スペシャル DVD-BOX

## 受賞
- 2007年 エランドール賞作品賞 [TV ガイド賞]（TV部門）受賞[4]